# فلیکس شوتس
فلیکس شوتس (آلمانی: Felix Schütz؛ زادهٔ ۳ نوامبر ۱۹۸۷) بازیکن هاکی روی یخ اهل آلمان است.